# ریک وول
ریک وول (انگلیسی: Rick Wulle؛ زادهٔ ۴ ژوئن ۱۹۹۴) بازیکن فوتبال اهل آلمان است.
از باشگاه‌هایی که در آن بازی کرده‌است می‌توان به باشگاه فوتبال اس‌وی زاندهاوزن اشاره کرد.